# Ханке, Ганс
Ганс Ханке (нем. Hans Hanke; 13 марта 1912, Гамбург, Германия — 13 августа 1981, Гамбург, Германия) — оберштурмбаннфюрер СС, кавалер Рыцарского креста Железного креста.

## Карьера
1 мая 1933 года вступает в НСДАП (№ 2221214), а 15 июня 1933 в СС (№ 176370). 1 февраля 1935 года был зачислен в 1-й штурм штурмбанна связи СС. К 1937 году окончил юнкерское училище в Брауншвейге.
С 1 мая 1937 назначен командиром взвода 2-го штурма своего штурмбанна. С 26 сентября 1938 адъютант, с 1 ноября — начальник штаба батальона связи. Ровно через год снова становится адъютантом.
С 1 августа 1941 командир 1-й роты 2-го батальона связи СС. С 15 мая 1943 командир 13-го батальона связи СС 13-й горнопехотной дивизии СС «Ханджар». Принимал участие в антипартизанских операциях на Балканах.
С 6 июня 1944 командир 28-го горнопехотного полка СС, той же дивизии. 3 мая 1945 награждён Рыцарским крестом Железного креста.

## После войны
С 1955 работал в кампании Kurt Jacques, в которой позже стал менеджером. В конце 1960-х работал инженером-проектировщиком на строительстве электростанции Ашугань в Бангладеш. Умер 13 августа 1981.

## Звание
- Унтерштурмфюрер — 20 апреля 1937
- Оберштурмфюрер — ?
- Гауптштурмфюрер — ?
- Штурмбаннфюрер — май 1945
- Оберштурмбаннфюрер — 30 января 1945

## Награды
- Железный крест 2-го класса (июнь 1940)
- Железный крест 1-го класса
- Железный Трилистник 2-го класса
- Немецкий крест в золоте (28 февраля 1945)
- Рыцарский крест (3 мая 1945)